# Ospedale clinico Dubrava
L'ospedale clinico Dubrava (in croato: Klinička bolnica Dubrava, abbreviato in KB Dubrava o KBD) è un ospedale universitario di Zagabria, in Croazia. L'ospedale è affiliato all'Università di Zagabria.

## Storia
Inizialmente sul sito del KBD era progettata l'apertura di un ospedale militare della Jugoslovenska narodna armija, la cui costruzione fu ritardata dallo scoppio della guerra d'indipendenza croata nel 1991. Nonostante ciò si riuscì ad inaugurare la struttura nel 1992 con 750 posti letto.
L'ospedale è stato evacuato nel marzo 2020 poiché due medici sono risultati positivi alla COVID-19, pur essendo uno dei maggiori centri per la terapia intensiva del paese.
Ingenti danni si sono presentati nella struttura a seguito dei terremoti di Zagabria e di Petrinja che hanno colpito il paese nel 2020.